# Ваштакна (Вашингтон)
Ваштакна (англ. Washtucna) — місто (англ. town) в США, в окрузі Адамс штату Вашингтон. Населення — 211 особа (2020).

## Географія
Ваштакна розташована за координатами 46°45′14″ пн. ш. 118°18′38″ зх. д. / 46.75389° пн. ш. 118.31056° зх. д. (46.753769, -118.310499).  За даними Бюро перепису населення США в 2010 році місто мало площу 1,79 км², уся площа — суходіл. В 2017 році площа становила 1,70 км², уся площа — суходіл.

## Демографія
Згідно з переписом 2010 року, у місті мешкало 208 осіб у 97 домогосподарствах у складі 62 родин. Густота населення становила 116 осіб/км².  Було 126 помешкань (70/км²).
Расовий склад населення:
| - 95,2 % — білих - 1,4 % — корінних американців - 1,0 % — чорних або афроамериканців - 1,4 % — осіб інших рас |

До двох чи більше рас належало 1,0 %. Частка іспаномовних становила 2,4 % від усіх жителів.
За віковим діапазоном населення розподілялося таким чином: 17,3 % — особи молодші 18 років, 57,7 % — особи у віці 18—64 років, 25,0 % — особи у віці 65 років та старші. Медіана віку мешканця становила 51,6 року. На 100 осіб жіночої статі у місті припадало 133,7 чоловіків;  на 100 жінок у віці від 18 років та старших — 120,5 чоловіків також старших 18 років.
Середній дохід на одне домашнє господарство  становив 58 345 доларів США (медіана — 56 250), а середній дохід на одну сім'ю — 66 819 доларів (медіана — 70 919). За межею бідності перебувало 20,1 % осіб, у тому числі 21,0 % дітей у віці до 18 років та 26,0 % осіб у віці 65 років та старших.
Цивільне працевлаштоване населення становило 123 особи. Основні галузі зайнятості: оптова торгівля — 26,8 %, сільське господарство, лісництво, риболовля — 21,1 %, освіта, охорона здоров'я та соціальна допомога — 17,1 %.